# Estabilitat de Liapunov
Es poden discutir diversos tipus d'estabilitat per a les solucions d'equacions diferencials o d'equacions de diferència que descriuen sistemes dinàmics. El tipus més important és el que fa referència a l'estabilitat de les solucions prop d'un punt d'equilibri. Això pot ser discutit per la teoria d'Aleksandr Lyapunov. En termes senzills, si les solucions que comencen prop d'un punt d'equilibri {\displaystyle x_{e}} romanen a prop de {\displaystyle x_{e}} per sempre, llavors {\displaystyle x_{e}} és estable Lyapunov. Més fortament, si {\displaystyle x_{e}} Lyapunov és estable i totes les solucions que comencen a prop de {\displaystyle x_{e}} convergeixen a {\displaystyle x_{e}}, es diu que és asimptòticament estable (vegeu anàlisi asimptòtica). La noció d'estabilitat exponencial garanteix una taxa mínima de decadència, és a dir, una estimació de la rapidesa amb què convergeixen les solucions. La idea de l'estabilitat de Lyapunov es pot estendre a varietats de dimensions infinites, on es coneix com a estabilitat estructural, que es refereix al comportament de solucions diferents però "a prop" d'equacions diferencials. L'estabilitat d'entrada a estat (ISS) aplica les nocions de Lyapunov als sistemes amb entrades.

## Història
Mikhailovich Lyapunov, un matemàtic rus que va defensar la tesi El problema general de l'estabilitat del moviment a la Universitat de Kharkov el 1892. AM Lyapunov va ser un pioner en els esforços reeixits per desenvolupar un enfocament global per a l'anàlisi de l'estabilitat dels sistemes dinàmics no lineals en comparació amb el mètode local àmpliament estès de linearitzar-los sobre punts d'equilibri. La seva obra, publicada inicialment en rus i després traduïda al francès, va rebre poca atenció durant molts anys. La teoria matemàtica de l'estabilitat del moviment, fundada per AM Lyapunov, va anticipar considerablement el moment de la seva implementació en ciència i tecnologia. A més, Lyapunov no va fer cap aplicació en aquest camp, el seu propi interès estava en l'estabilitat de masses fluides en rotació amb aplicació astronòmica. No tenia estudiants de doctorat que seguissin la recerca en el camp de l'estabilitat i el seu propi destí va ser terriblement tràgic a causa del seu suïcidi el 1918. Durant diverses dècades, la teoria de l'estabilitat es va enfonsar en un oblit complet. El matemàtic i mecànic rus-soviètic Nikolay Gur'yevich Chetaev que treballava a l'Institut d'Aviació de Kazan als anys 30 va ser el primer que es va adonar de la increïble magnitud del descobriment fet per AM Lyapunov. La contribució a la teoria feta per NG Chetaev va ser tan significativa que molts matemàtics, físics i enginyers el consideren el successor directe de Lyapunov i el següent descendent científic en la creació i desenvolupament de la teoria matemàtica de l'estabilitat.
L'interès per ell es va disparar sobtadament durant el període de la Guerra Freda, quan es va trobar que l'anomenat "Segon Mètode de Lyapunov" (vegeu més avall) era aplicable a l'estabilitat dels sistemes de guia aeroespacial que normalment contenen fortes no linealitats no tractables per altres mètodes. Aleshores i des de llavors van aparèixer un gran nombre de publicacions a la literatura de control i sistemes. Més recentment, el concepte de l'exponent de Lyapunov (relacionat amb el primer mètode de Lyapunov per discutir l'estabilitat) ha rebut un gran interès en relació amb la teoria del caos. Els mètodes d'estabilitat de Lyapunov també s'han aplicat per trobar solucions d'equilibri en problemes d'assignació de trànsit.

## Definició de sistemes de temps continu
Considereu un sistema dinàmic no lineal autònom
{\displaystyle {\dot {x}}=f(x(t)),\;\;\;\;x(0)=x_{0}}
on {\displaystyle x(t)\in {\mathcal {D}}\subseteq \mathbb {R} ^{n}} denota el vector d'estat del sistema, {\displaystyle {\mathcal {D}}} un conjunt obert que conté l'origen, i {\displaystyle f:{\mathcal {D}}\rightarrow \mathbb {R} ^{n}} és un camp vectorial continu {\displaystyle {\mathcal {D}}} . Suposem {\displaystyle f} té un equilibri a {\displaystyle x_{e}} i que {\displaystyle f(x_{e})=0} aleshores
1. Es diu que aquest equilibri és estable de Lyapunov, si, per a cada {\displaystyle \epsilon >0}, existeix un {\displaystyle \delta >0} tal que, si {\displaystyle \|x(0)-x_{e}\|<\delta }, llavors per a cada {\displaystyle t\geq 0} tenim {\displaystyle \|x(t)-x_{e}\|<\epsilon }.
2. Es diu que l'equilibri del sistema anterior és asimptòticament estable si és estable de Lyapunov i existeix {\displaystyle \delta >0} tal que si {\displaystyle \|x(0)-x_{e}\|<\delta }, llavors {\displaystyle \lim _{t\rightarrow \infty }\|x(t)-x_{e}\|=0}.
3. Es diu que l'equilibri del sistema anterior és exponencialment estable si és asimptòticament estable i existeix {\displaystyle \lim _{t\rightarrow \infty }\|x(t)-x_{e}\|=0} tal que si {\displaystyle \|x(0)-x_{e}\|<\delta }, llavors {\displaystyle \|x(t)-x_{e}\|\leq \alpha \|x(0)-x_{e}\|e^{-\beta t}}, per a tot {\displaystyle t\geq 0}.

Conceptualment, els significats dels termes anteriors són els següents:
1. L'estabilitat de Lyapunov d'un equilibri significa que les solucions comencen "prou a prop" de l'equilibri (dins d'una distància d'ell) romandre "prou a prop" per sempre (dins d'una distància petita {\displaystyle \epsilon })). Cal tenir en compte que això ha de ser cert per a qualsevol {\displaystyle \epsilon } que algú vulgui triar.
2. L'estabilitat asimptòtica significa que les solucions que comencen prou a prop no només romanen prou a prop, sinó que finalment convergeixen cap a l'equilibri.
3. L'estabilitat exponencial significa que les solucions no només convergeixen, sinó que de fet convergeixen més ràpidament que o almenys tan ràpid com una taxa coneguda determinada {\displaystyle \alpha \|x(0)-x_{e}\|e^{-\beta t}}.

La trajectòria {\displaystyle x(t)=\phi (t)} és (localment) atractiva si
{\displaystyle \|x(t)-\phi (t)\|\rightarrow 0} quan {\displaystyle t\rightarrow \infty }
per a totes les trajectòries {\displaystyle x(t)} que comencen prou a prop {\displaystyle \phi (t)}, i globalment atractiu si aquesta propietat és vàlida per a totes les trajectòries.
És a dir, si x pertany a l'interior de la seva varietat estable, és asimptòticament estable si és alhora atractiu i estable. (Hi ha exemples que mostren que l'atractiu no implica estabilitat asimptòtica. Aquests exemples són fàcils de crear mitjançant connexions homoclíniques).
Si el jacobià del sistema dinàmic en un equilibri passa a ser una matriu d'estabilitat (és a dir, si la part real de cada valor propi és estrictament negativa), aleshores l'equilibri és asimptòticament estable.